# Никольский (Кировская область)
 Никольский  — починок в Нолинском районе Кировской области в составе Красноярского сельского поселения.

## География
Расположен на расстоянии примерно 19 км по прямой на юг от райцентра города Нолинск недалеко от левого берега реки Вятка.

## История
Известен с 1939 года, в 1989 году учтено 7 жителей.

## Население
| 2010 |
| ---- |
| 1    |

Постоянное население составляло 2 человека (русские 100%) в 2002 году.